# Каскиново (Челябинская область)
Каски́ново — деревня в Кусинском районе Челябинской области. Входит в состав Петрозаводского сельского поселения.

## География
Деревня расположена на берегу рек Аттамыш и Большой Азям. Расстояние до районного центра Кусы — 25 км.

## Население
| 2002 | 2010 |
| ---- | ---- |
| 338  | ↘233 |

### Половой состав
По данным Всероссийской переписи, в 2010 году численность населения деревни составляла 233 человека (110 мужчин и 123 женщины).

### Национальный состав
Согласно результатам переписи 2002 года, в национальной структуре населения башкиры составляли 86 % из 338 чел.

## Улицы
| - ул. Ленина, - ул. Лесная, - ул. Механизаторов, | - ул. Молодёжная, - ул. Трактовая, - ул. Школьная. |

## Религия
Мечети
- Мечеть